# Blasieholmen

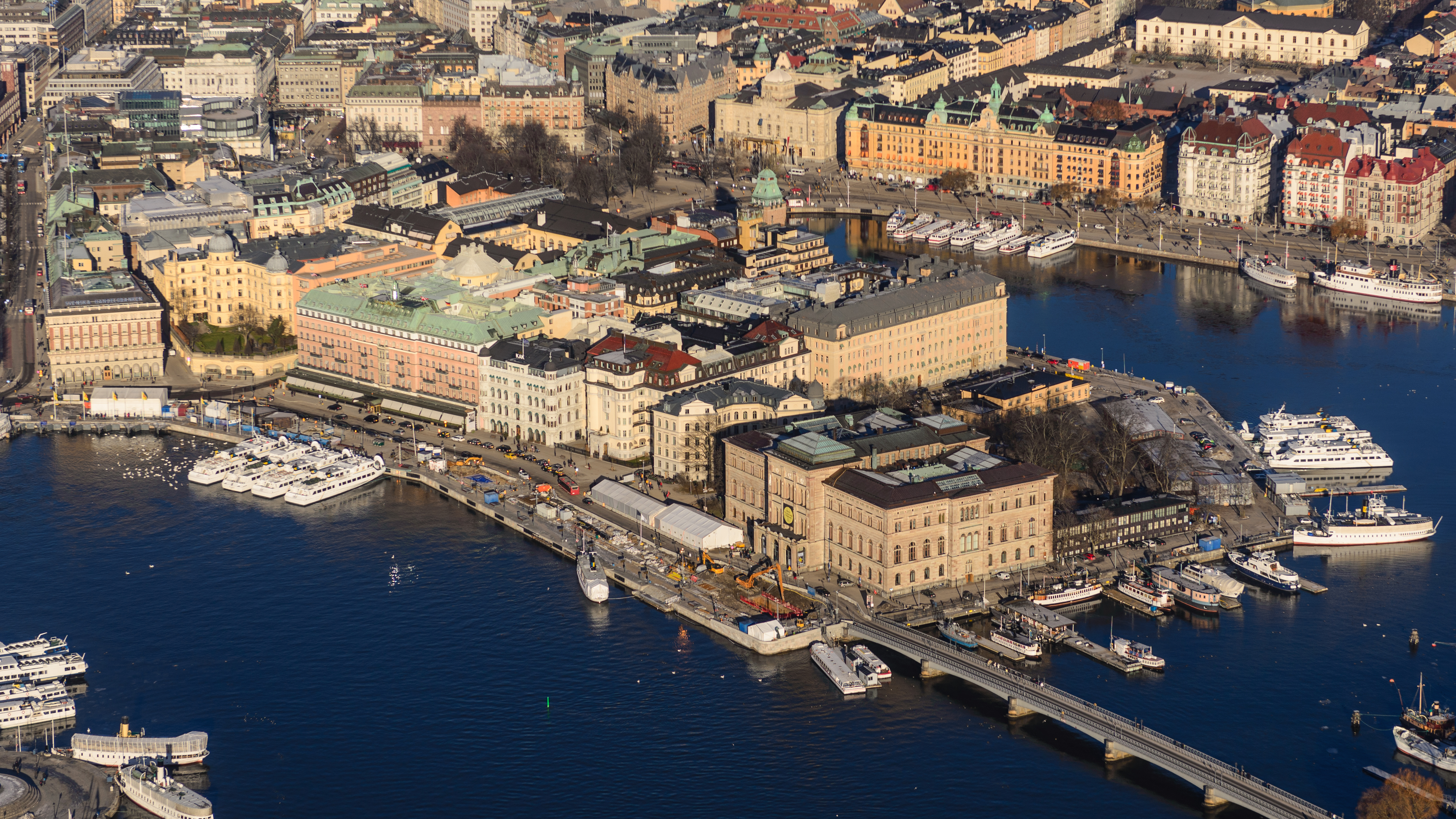
Blasieholmen vào năm 2013.

Blasieholmen là một bán đảo ở trung tâm Stockholm, Thụy Điển. Nó nằm ở phía đông Kungsträdgården. Ban đầu là một hòn đảo nhỏ, có tên Käpplingen, nó trở thành một bán đảo, nối liền với Norrmalm, vào thế kỷ 17. Trong số các tòa nhà tại Blasieholmen có một bảo tàng, khách sạn và các tòa nhà văn phòng. Cây cầu Skeppsholmsbron nối Blasieholmen với đảo Skeppsholmen.

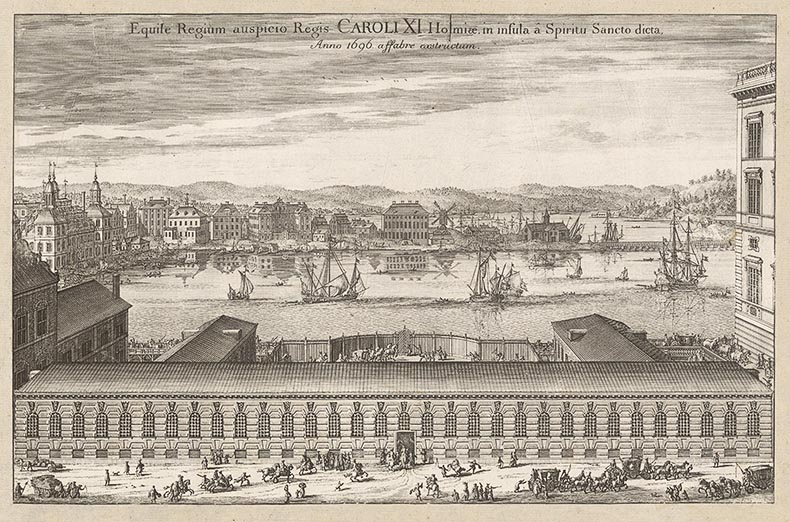
Blasieholmen nhìn từ Helgeandsholmen năm 1696.